# Orowan-Mechanismus
Der Orowan-Mechanismus (nach dem ungarisch-britischen Physiker und Metallurgen Egon Orowan) beschreibt die Wechselwirkung von Versetzungen mit dispergierten Teilchen in einem kristallinen Werkstoff. Das Phänomen der Ausscheidungshärtung wird in diesem Modell vom Schneidmechanismus abgegrenzt und quantifiziert.

## Mechanismus
Hinter der Dispersionshärtung steht die Hinderniswirkung von Partikeln für die Bewegung von Versetzungen: sofern die Partikel nicht zu klein oder kohärent in der Matrix sitzen, können die Versetzungen nicht durch die Partikel schneiden; vielmehr müssen sie sich zwischen den Teilchen auswölben, wobei die Partikel ähnlich einer Frank-Read-Quelle wirken.
Die Verlängerung der Versetzungslinie lässt sich geometrisch als Halbkreis mit dem Radius {\displaystyle R} berechnen:
{\displaystyle R={\frac {l-2r}{2}}}
wobei {\displaystyle 2r} den Teilchendurchmesser bezeichnet und {\displaystyle l} der mittlere Abstand der Teilchen von Mittelpunkt zu Mittelpunkt ist, sodass {\displaystyle l-2r} die freie Versetzungslänge angibt. Für den Mechanismus ist eine kritische Konfiguration erreicht, wenn die Schubspannung {\displaystyle \Delta \tau } den folgenden Wert erreicht:
{\displaystyle \Delta \tau ={\frac {b}{l-2r}}\,G={\frac {b}{2R}}\,G}
mit dem Schubmodul {\displaystyle G} und {\displaystyle b} als den Betrag  des Burgersvektors.
Wenn die kritische Spannung überschritten wird, werden die Partikel entweder durchtrennt oder umgangen. Bei Weiterbewegung der Versetzung wird der Krümmungsradius, ohne weitere Spannungserhöhung, wieder vergrößert. Letztlich bewegen sich antiparallele Versetzungsteile hinter den Teilchen, und eine freie Versetzung kann sich von dem Teilchen ablösen. Die Versetzungen rekombinieren und hinterlassen einen Versetzungsring um das Teilchen. Nachfolgende Versetzungsringe können sich bilden, was zu kreisförmigen Anhäufungen und damit einhergehender Kaltverfestigung in dispersionsgehärteten Systemen führen kann.
Eine kritische Teilchengröße mit dem Radius {\displaystyle r} kann errechnet werden, an dem der Orowan-Mechanismus in den Schneidmechanismus übergeht:
{\displaystyle r={\frac {G\,b^{2}}{2\pi \gamma }}}
mit der Oberflächenenergie {\displaystyle \gamma }.